# Mieczysław Wilczewski
Mieczysław Stefan Wilczewski (ur. 30 października 1932 w Zdołbunowie, zm. 8 grudnia 1993 w Cocoa Beach) – polski kolarz szosowy, zwycięzca Tour de Pologne, 7-dniowy lider Wyścigu Pokoju (1954). Olimpijczyk z Rzymu.
W 1953 został odznaczony Srebrnym Krzyżem Zasługi za zasługi i osiągnięcia w dziedzinie kultury fizycznej i sportu.

## Najważniejsze zwycięstwa
- 1953 - Tour de Pologne